# ナビッピドットコム
ナビッピドットコム株式会社（英: Navi-p.com Corporation）は、東京都中央区に本社を置く日本のIT関連企業である。

## 概要
地図・位置情報関連システムや業務系モバイルシステム開発、Web・モバイル系コンテンツ配信を行っているベンチャー企業である。

## 事業
主な事業領域は「位置情報サービス」「地図情報サービス」「コンテンツサービス」「ビジネスソリューション」の4つ。GPS携帯電話を利用した位置情報ASPサービスは、NTTドコモ、KDDI(au)、SoftBank各社に対応している。